# Yanick Paquette
Yanick Paquette est un artiste canadien de bande dessinée. Il a travaillé pour Antarctic Press, Topps, Marvel et DC Comics depuis 1994.

## Carrière
En 1996, Paquette a dessiné deux mini-séries adaptées de la série télévisée Space: Above and Beyond, écrite par Roy Thomas, pour Topps Comics. L'année suivante, Thomas et lui se sont réunis pour dessiner Xena: Warrior Princess: Year One pour Topps.
En 1997, Paquette a dessiné deux numéros de JLA Secret Files, son premier travail sur la Ligue de justice d'Amérique. Il revient sur ces personnages en 1998 avec JLA: Tomorrow Woman et Madmen and Mudbaths, l'une des histoires de l'anthologie JLA 80-Page Giant #2 de 1999. De 1998 à 1999, Paquette a dessiné neuf numéros de Wonder Woman pour DC Comics.
De 2000 à 2001, Paquette a dessiné dix numéros de Gambit.
Paquette était l'artiste régulier sur Ultimate X-Men de février 2007 à janvier 2008, et pour les cinq premiers numéros de Young X-Men en 2008.
Il a dessiné les cinq premiers numéros de Young X-Men en 2008. Il a ensuite fourni l'art pour Batman: Le retour de Bruce Wayne #3 (août 2010), et a lancé Batman Incorporated, écrit par Grant Morrison.
En septembre 2011, DC Comics a redémarré toute sa continuité avec 52 nouvelles séries mensuelles dans une initiative appelée The New 52. Parmi les nouveaux titres figurait une série Swamp Thing dont les premiers numéros ont été écrits par Scott Snyder et dessinés par Paquette. Son travail sur la série lui a valu une nomination aux Prix Joe-Shuster 2013 du meilleur artiste et du meilleur artiste de couverture,.

## Bibliographie

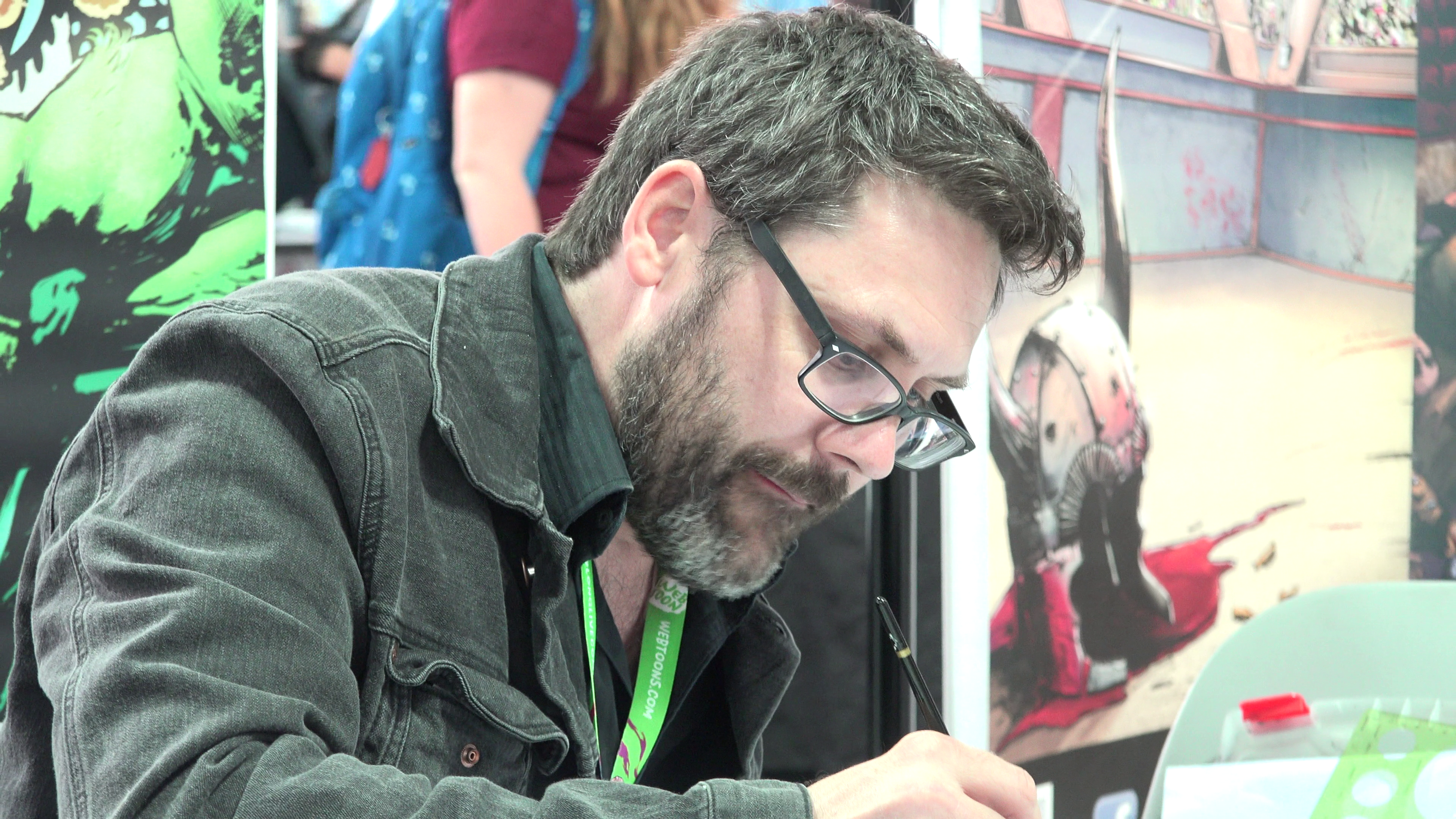
Yanick Paquette au New York Comic Con 2015

## Récompenses et nominations
| An   | Prix         | Catégorie                                             | Travail                                                               | Résultat | Réf.  |
| ---- | ------------ | ----------------------------------------------------- | --------------------------------------------------------------------- | -------- | ----- |
| 2019 | Prix Shuster | Artiste exceptionnel                                  | Wonder Woman: Earth One Vol. 2                                        | Nommé    | [ 4 ] |
| 2019 | Prix Eisner  | Meilleure équipe Crayon / Encreur ou Crayon / Encreur | Wonder Woman: Earth One Vol. 2                                        | Nommé    | [ 5 ] |
| 2017 | Prix Shuster | Artiste exceptionnel                                  | Batman # 49-50, Nightwing Rebirth # 1, Wonder Woman: Earth One Vol. 2 | Gagné    | [ 6 ] |
| 2017 | Prix Shuster | Artiste de couverture exceptionnel                    | JLA, Wonder Woman: Earth One                                          | Nommé    | [ 6 ] |
| 2013 | Prix Shuster | Artiste exceptionnel                                  | Swamp Thing                                                           | Nommé    | [ 7 ] |
| 2013 | Prix Shuster | Artiste de couverture exceptionnel                    | Swamp Thing                                                           | Nommé    | [ 7 ] |

### Intérieurs
- Blood Childe: Portrait of a Surreal Killer # 3-4 (avec Faye Perozich, Millennium Publications, 1995)
- Space: Above and Beyond (avec Roy Thomas, Topps):
  - Space: Above and Beyond # 1-3 (1996)
  - Space: Above and Beyond: Gauntlet # 1–2 (1996)
- Xena: Warrior Princess: Year One (avec Roy Thomas, Topps, 1997)
- Warrior Nun Areala # 4–5: "Holy Man, Holy Terror" (avec Barry Lyga, Antarctic Press, 1998)
- JLA: Tomorrow Woman: "Tomorrow Never Knows" (avec Tom Peyer, DC Comics, 1998)
- JLA Secret Files # 2: "Heroes" (avec Christopher Priest, DC Comics, 1998)
- Wonder Woman # 139–144, 146–148 (avec Eric Luke, DC Comics, 1998–1999)
- Eros Graphic Albums # 39: "Harem Nights" (scénario et art, avec Michel Lacombe, Eros Comix, 1999)
- Day of Judgment Secret Files # 1: "Quelle sorcière?" (avec Mark Millar, DC Comics, 1999)
- JLA 80-Page Giant # 2: "Madmen and Mudbaths" (avec Jason Hernandez-Rosenblatt, DC Comics, 1999)
- Adventures of Superman (DC Comics):
  - "A Night at the Opera" (avec Mark Millar et Stuart Immonen, dans # 575, 2000)
  - "A Tale of Two Cities" (avec Jay Faerber et Stuart Immonen, dans # 577, 2000)
- Gambit # 15–19, 21–24 (avec Fabian Nicieza, Marvel, 2000–2001)
- Superman: The Man of Steel # 112: "Krypto!" (avec Mark Schultz et Olivier Coipel, DC Comics, 2001)
- Superman: Our Worlds at War Secret Files # 1: "Resources" (avec Dan Curtis Johnson et JH Williams III, DC Comics, 2001)
- Codename: Knockout # 4, 7–8, 10–12 (avec Robert Rodi, Vertigo, 2001–2002)
- Gen¹³ # 68–69: "Failed Universe" (avec Adam Warren, Wildstorm, 2001)
- 9-11 Volume 2: "9 heures du matin EST "(avec Dan Abnett et Andy Lanning, DC Comics, 2002)
- Avengers # 56: "Lo, There Shall Come... and Accounting!" (avec Kurt Busiek, Marvel, 2002)
- Negation # 11: "Baptism of Fire" (avec Tony Bedard, CrossGen, 2002)
- Terra Obscura (avec Alan Moore et Peter Hogan, America's Best Comics):
  - Volume 1 # 1–6 (2003–2004)
  - Volume 2 # 1–6 (2004–2005)
- Seven Soldiers: Bulleteer # 1–4 (avec Grant Morrison, DC Comics, 2006)
- Civil War: X-Men # 1-4 (avec David Hine, Marvel, 2006)
- Ultimate X-Men # 77, 79–80, 84–88 (avec Robert Kirkman, Marvel, 2007–2008)
- Young X-Men # 1-5 (avec Marc Guggenheim, Marvel, 2008)
- X-Men: Manifest Destiny # 3: "Abomination" (avec Marc Guggenheim, Marvel, 2009)
- Wolverine: Origins # 31–32: "The Family Business" (avec Daniel Way, Marvel, 2009)
- Uncanny X-Men # 512: "The Origins of the Species" (avec Matt Fraction, Marvel, 2009)
- The Amazing Spider-Man # 605: "Red-Headed Stranger: Epilogue - Chapter Three: Match.con" (avec Brian Reed, Marvel, 2009)
- Wolverine: Weapon X # 6-9: "Insane in the Brain" (avec Jason Aaron, Marvel, 2009-2010)
- X-Men: Legacy # 234: "The Telltale Heart" (avec Mike Carey, Marvel, 2010)
- Batman: The Return of Bruce Wayne #3: "The Bones of Bristol Bay" (avec Grant Morrison, DC Comics, 2010)
- Batman Incorporated v1 # 1–3, 5 (avec Grant Morrison, DC Comics, 2010-2011)
- Swamp Thing # 1–3, 5, 7–9 13–14, 16, 18 (avec Scott Snyder et Marco Rudy, DC Comics, 2011–2013)
- Wonder Woman: Earth One, vol. 1 (avec Grant Morrison, DC Comics, 2016)
- Wonder Woman: Earth One, vol. 2. (avec Grant Morrison, DC Comics, 2018)
- Wonder Woman: Earth One, vol. 3 (avec Grant Morrison, DC Comics, 2021)

### Couvertures
- Gambit # 20 (Marvel, 2000)
- Marvel Comics Presents # 10 (Marvel, 2008)
- Ultimate X-Men # 81–83, 89 (Marvel, 2008)
- Marvel Spotlight : Dark Reign (Marvel, 2009)
- Uncanny X-Men Annuel # 2 (Marvel, 2009)
- New Mutants # 3 (Marvel, 2009)
- Dark X-Men: The Confession (Marvel, 2009)
- Age of Heroes # 3 (Marvel, 2010)
- Dark Wolverine # 90 (Marvel, 2010)
- Knight and Squire # 1-6 (DC Comics, 2010-2011)
- Superman v1 # 705 (DC Comics, 2011)
- Batman Incorporated v1 # 1–5 (DC Comics, 2011)
- Swamp Thing # 1–18 (DC Comics, 2012)